# Andrzej Lisztwan
Andrzej Lisztwan (ur. 1963) – polski koszykarz występujący na pozycji obrońcy, trzykrotny medalista mistrzostw Polski, po zakończeniu kariery zawodniczej trener koszykarski.

## Osiągnięcia
Klubowe
- Mistrz Polski (1983, 1984)
- Wicemistrz Polski:
  - 1985
  - juniorów (1982)
  - oldbojów +45 (2009)[1]
- Zdobywca pucharu Polski (1984)

Indywidualne
- MVP mistrzostw Polski juniorów (1982)
- Zaliczony do I składu mistrzostw Polski juniorów (1982)
- Najlepszy środkowy mistrzostw polski oldbojów +45 (2009)[1]

Trenerskie
- Mistrzostwo Polski szkół podstawowych w minikoszykówce z SP 10 Koszalin (1995)[2]